# Eleição presidencial na Polônia em 2020
A eleição presidencial polaca de 2020 teve seu primeiro turno sido realizado em 28 de junho para eleger o presidente da Polônia. Como nenhum candidato obteve mais de 50% dos votos válidos, um segundo turno ocorreu em 12 de julho entre os candidatos mais votados: o atual presidente em exercício Andrzej Duda e Rafał Trzaskowski, candidato filiado ao partido oposicionista Plataforma Cívica (PO). Inicialmente programada para maio, a votação foi adiada por conta da pandemia de COVID-19. Ao todo, onze candidaturas foram habilitadas pela Comissão Nacional Eleitoral.
Duda era candidato à reeleição, oficialmente como independente, mas aliado à Direita Unida, coalizão política liderada pelo partido governista Lei e Justiça (PiS). Trzaskowski, prefeito de Varsóvia, foi escolhido candidato pela PO após a desistência de Małgorzata Kidawa-Błońska. Duda foi reeleito para um segundo mandato consecutivo após obter 51,03% dos votos válidos contra 48.97% de Trzaskowski.

## Sistema eleitoral
O presidente da Polônia é eleito de forma direta em um sistema de dois turnos. Como Chefe de Estado, é o comandante-em-chefe das Forças Armadas, representa o país internamente e externamente, ratifica acordos internacionais, nomeia os membros do governo e promulga as leis. O presidente goza do direito de vetar uma lei aprovada pelo Parlamento, que só pode derrubar o veto com o apoio de três quintos dos membros do Sejm (Câmara Baixa). Também lhe cabe dissolver o Parlamento em certas ocasiões.
O mandato presidencial é de cinco anos, facultada uma reeleição consecutiva. De acordo com as disposições da Constituição, o presidente deve ser eleito pela maioria absoluta dos votos válidos. Se nenhum candidato conseguir ultrapassar esse limiar no primeiro turno, realiza-se um segundo turno com os dois candidatos mais votados. O primeiro mandato de Duda se encerra em 6 de agosto de 2020, quando o presidente eleito toma posse diante da Assembleia Nacional, em sessão conjunta do Sejm e do Senado.
Como critérios de elegibilidade, o candidato deve ser um cidadão polonês, ter pelo menos 35 anos de idade no dia do primeiro turno da eleição e ter coletado pelo menos 100 mil assinaturas de eleitores até a meia-noite de 10 de junho de 2020. Inicialmente, o primeiro turno ocorreria em 10 de maio. No entanto, a data foi transferida para 28 de junho diante da pandemia de COVID-19.

## Candidatos oficiais
A Comissão Nacional Eleitoral certificou como elegíveis os seguintes candidatos:
Principais
| Candidato, idade e partido político                        | Candidato, idade e partido político | Candidato, idade e partido político | Cargos | Detalhes |
| ---------------------------------------------------------- | ----------------------------------- | ----------------------------------- | --- | --- |
| Robert Biedroń (44) Primavera                              | Robert Biedroń                      |                                     | Líder do Primavera (desde 2015) Membro do Parlamento Europeu (desde 2019) Prefeito de Słupsk (2014-2018)             | Em janeiro de 2020, Biedroń teve sua candidatura oficializada pela aliança Lewica, que reúne os maiores partidos de esquerda do país. Os líderes da aliança afirmaram que a escolha deu-se por conta de seu apoio aos direitos das mulheres, Estado de Direito e separação entre Estado e religião. Abertamente homossexual, Biedroń manifestou-se favoravelmente aos direitos LGBT e ao enfrentamento do aquecimento global.                                                                                    |
| Krzysztof Bosak (38) Movimento Nacional                    | Krzysztof Bosak                     |                                     | Membro do Sejm (desde 2019) Vice-presidente do Movimento Nacional (desde 2014)                                       | Bosak venceu as primárias presidenciais da Confederação pela Liberdade e Independência com 51,9% dos votos dos delegados. Eurocético, Bosak identifica-se com o conservadorismo nacional, divulgando em sua plataforma causas socialmente conservadoras, inclusive o apoio a protestos contra os direitos LGBT, bem como a crença de que o partido do presidente Duda não era suficientemente de direita. |
| Andrzej Duda (48) Independente Aliança com a Direita Unida | Andrzej Duda                        |                                     | Presidente da Polônia (desde 2015) Membro do Parlamento Europeu (2014-2015) Membro do Sejm (2011-2014)               | Duda foi eleito presidente no segundo turno de 2015, derrotando o incumbente Bronisław Komorowski com 51,5% dos votos. Oficialmente independente em virtude do cargo exercido, sua candidatura à reeleição recebeu o apoio da aliança Direita Unida, que inclui o partido Lei e Justiça. Um político conservador, Duda chegou a registrar 72% de aprovação em fevereiro de 2018, mas o apoio diminuiu com a proximidade da eleição – ainda que manteve a liderança das intenções de votos para o primeiro turno. |
| Szymon Hołownia (43) Independente                          | Szymon Hołownia                     |                                     | Não ocupou nenhum cargo público                                                                                      | Celebridade midiática, Hołownia foi um dos apresentadores da versão polonesa de Got Talent. Hołownia apresentou sua candidatura como independente, com seu manifesto enfatizando a segurança nacional, proteção ambiental, solidariedade e atividade dos governos locais. Outrossim, afirmou não querer ser associado a nenhuma das correntes políticas (esquerda, direita ou outra), assumindo que acordos e objetivos comuns possam ser encontrados com representantes de todas as visões.                     |
| Rafał Trzaskowski (48) Plataforma Cívica                   | Rafał Trzaskowski                   |                                     | Prefeito de Varsóvia (desde 2018) Ministro da Administração e Digitalização (2013-2014)                              | Trzaskowski ingressou na disputa de última hora, em maio de 2020, substituindo a candidata Małgorzata Kidawa-Błońska, que chegou a somar menos de 10% de apoio nas pesquisas. Em seis dias, Trzaskowski reuniu as 100 mil assinaturas necessárias, oficializando sua candidatura que, de acordo com o Financial Times, impediu que a eleição se transformasse na "coroação de Duda." De matriz liberal em um partido centrista, Trzaskowski declarou apoio à União Europeia e aos direitos LGBT.                 |
| Władysław Kosiniak-Kamysz (38) Partido Popular             | Władysław Kosiniak-Kamysz           |                                     | Líder do Partido Popular (desde 2015) Ministro do Trabalho e Política Social (2011-2015) Membro do Sejm (desde 2015) | Kosiniak-Kamysz anunciou sua candidatura presidencial em dezembro de 2019. Kosiniak-Kamysz apoiou as políticas sociais do partido governista, uma reforma constitucional e uma reforma judicial. Foi o líder de seu partido nas eleições legislativas de 2019, quando a agremiação garantiu 8,5% dos votos para o Sejm. |

Outros
| Candidato, idade e partido político                   | Candidato, idade e partido político | Candidato, idade e partido político | Cargos                                                                         | Candidato, idade e partido político            | Candidato, idade e partido político | Candidato, idade e partido político | Cargos                                                                                    |
| ----------------------------------------------------- | ----------------------------------- | ----------------------------------- | ------------------------------------------------------------------------------ | ---------------------------------------------- | ----------------------------------- | ----------------------------------- | ----------------------------------------------------------------------------------------- |
| Marek Jakubiak (61) Federação pela República          | Marek Jakubiak                      |                                     | Presidente da Federação pela República (desde 2018) Membro do Sejm (2015-2019) | Mirosław Piotrowski (54) Movimento Europa Real | Mirosław Piotrowski                 |                                     | Presidente do Movimento Europa Real (desde 2019) Membro do Parlamento Europeu (2004-2019) |
| Paweł Tanajno (44) Independente                       | Paweł Tanajno                       |                                     | Não ocupou nenhum cargo público                                                | Waldemar Witkowski (66) União Trabalhista      | Waldemar Witkowski                  |                                     | Presidente da União Trabalhista (desde 2006)                                              |
| Stanisław Józef Żółtek (64) Congresso da Nova Direita | Stanisław Józef Żółtek              |                                     | Membro do Parlamento Europeu (2014-2019)                                       | Waldemar Witkowski (66) União Trabalhista      | Waldemar Witkowski                  |                                     | Presidente da União Trabalhista (desde 2006)                                              |

## Sondagens eleitorais

### Primeiro turno

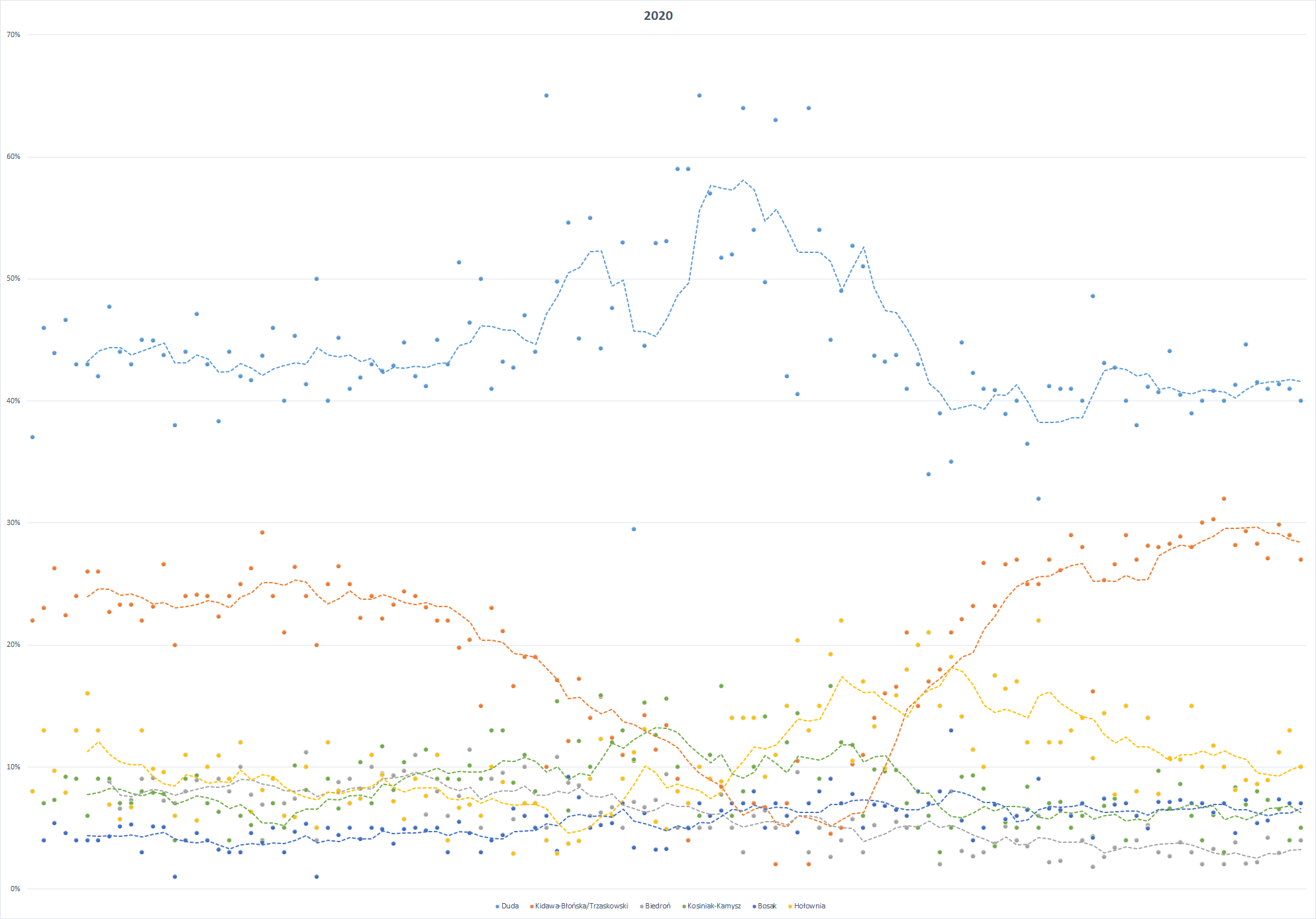
Gráfico das intenções de votos para o primeiro turno

| Fonte                           | Data        | Não sabe Se abstém                                                               | Outros                                                                           |                                                                                  |                                                                                  |                                                                                  |                                                                                  |                                                                                  |                                                                                  |
| Fonte                           | Data        | Não sabe Se abstém                                                               | Outros                                                                           | Duda PiS                                                                         | Trzaskowski PO                                                                   | Biedroń Esquerda                                                                 | Kosiniak- Kamysz PSL                                                             | Bosak KWiN                                                                       | Hołownia IND                                                                     |
| Boca de urna: IPSOS 21:00 UTC+2 | 28/06       | -                                                                                | 1,6%                                                                             | 41,8%                                                                            | 30,4%                                                                            | 2,9%                                                                             | 2,6%                                                                             | 7,4%                                                                             | 13,3%                                                                            |
| IBRiS                           | 25/06       | -                                                                                | 1.0%                                                                             | 41,2%                                                                            | 30,7%                                                                            | 3,9%                                                                             | 4,1%                                                                             | 7,2%                                                                             | 12,0%                                                                            |
| StanPolityki.pl                 | 25/06       | -                                                                                | 1,69%                                                                            | 41,01%                                                                           | 31,89%                                                                           | 3,36%                                                                            | 3,56%                                                                            | 6,99%                                                                            | 11,50%                                                                           |
| Estymator                       | 24–25/06    | -                                                                                | 1,1%                                                                             | 42,7%                                                                            | 28,4%                                                                            | 3,6%                                                                             | 6,3%                                                                             | 7,6%                                                                             | 10,3%                                                                            |
| Kantar                          | 24–25/06    | 8%                                                                               | -                                                                                | 40%                                                                              | 27%                                                                              | 3%                                                                               | 2%                                                                               | 7%                                                                               | 13%                                                                              |
| Pollster                        | 24–25/06    | -                                                                                | 1,30%                                                                            | 41,27%                                                                           | 30,30%                                                                           | 3,35%                                                                            | 5,81%                                                                            | 7,23%                                                                            | 10,74%                                                                           |
| PGB Opinium                     | 23–25/06    | -                                                                                | 0,7%                                                                             | 40,5%                                                                            | 29,7%                                                                            | 3,8%                                                                             | 7,0%                                                                             | 7,3%                                                                             | 11,0%                                                                            |
| IBRiS                           | 24/06       | 6,6%                                                                             | 1,3%                                                                             | 41,1%                                                                            | 26,4%                                                                            | 4,9%                                                                             | 5,4%                                                                             | 4,6%                                                                             | 9,7%                                                                             |
| IPSOS                           | 22–23/06    | 4%                                                                               | 1%                                                                               | 40%                                                                              | 27%                                                                              | 4%                                                                               | 5%                                                                               | 7%                                                                               | 10%                                                                              |
| Social Changes                  | 19–23/06    | -                                                                                | 2%                                                                               | 41%                                                                              | 29%                                                                              | 4%                                                                               | 4%                                                                               | 7%                                                                               | 13%                                                                              |
| Pollster                        | 22/06       | -                                                                                | 0,76%                                                                            | 41,38%                                                                           | 29,86%                                                                           | 2,93%                                                                            | 6,55%                                                                            | 7,34%                                                                            | 11,18%                                                                           |
| Maison & Partners               | 19–22/06    | 5.5%                                                                             | -                                                                                | 33,1%                                                                            | 28,2%                                                                            | 6,2%                                                                             | 3,4%                                                                             | 7,8%                                                                             | 15,8%                                                                            |
| IBRiS                           | 20/06       | 4,7%                                                                             | 1,2%                                                                             | 41,0%                                                                            | 27,1%                                                                            | 4,2%                                                                             | 7,3%                                                                             | 5,6%                                                                             | 8,9%                                                                             |
| IBRiS                           | 19–20/06    | 1,2%                                                                             | -                                                                                | 43,1%                                                                            | 27,4%                                                                            | 4,5%                                                                             | 7,5%                                                                             | 6,2%                                                                             | 10,1%                                                                            |
| United Survey                   | 19/06       | 5,9%                                                                             | 0,2%                                                                             | 41,5%                                                                            | 28,3%                                                                            | 2,2%                                                                             | 8,0%                                                                             | 5,4%                                                                             | 8,6%                                                                             |
| Estymator                       | 18–19/06    | -                                                                                | 0,9%                                                                             | 44,6%                                                                            | 29,3%                                                                            | 2,1%                                                                             | 6,9%                                                                             | 7,3%                                                                             | 8,9%                                                                             |
| IBRiS                           | 18/06       | 4,5%                                                                             | 1,3%                                                                             | 41,3%                                                                            | 28,2%                                                                            | 3,8%                                                                             | 8,3%                                                                             | 4,6%                                                                             | 8,1%                                                                             |
| Kantar                          | 17–18/06    | 6%                                                                               | -                                                                                | 40%                                                                              | 32%                                                                              | 2%                                                                               | 3%                                                                               | 7%                                                                               | 10%                                                                              |
| Pollster                        | 16–17/06    | -                                                                                | 1,58%                                                                            | 40,82%                                                                           | 30,28%                                                                           | 3,28%                                                                            | 6,06%                                                                            | 6,24%                                                                            | 11,74%                                                                           |
| IPSOS                           | 16–17/06    | 6%                                                                               | -                                                                                | 40%                                                                              | 30%                                                                              | 2%                                                                               | 4%                                                                               | 7%                                                                               | 10%                                                                              |
| Social Changes                  | 12–16/06    | -                                                                                | 2%                                                                               | 39%                                                                              | 28%                                                                              | 3%                                                                               | 6%                                                                               | 7%                                                                               | 15%                                                                              |
| Maison & Partners               | 12–15/06    | 5,0%                                                                             | -                                                                                | 37,0%                                                                            | 28,4%                                                                            | 4,0%                                                                             | 4,4%                                                                             | 6,3%                                                                             | 14,8%                                                                            |
| PGB Opinium                     | 12–15/06    | -                                                                                | -                                                                                | 40,5%                                                                            | 28,9%                                                                            | 3,8%                                                                             | 8,6%                                                                             | 7,3%                                                                             | 10,6%                                                                            |
| Estymator                       | 12–13/06    | -                                                                                | 0,5%                                                                             | 44,1%                                                                            | 28,3%                                                                            | 2,7%                                                                             | 6,6%                                                                             | 7,1%                                                                             | 10,7%                                                                            |
| IBRiS                           | 12–13/06    | 3,6%                                                                             | -                                                                                | 40,7%                                                                            | 28,0%                                                                            | 3,0%                                                                             | 9,7%                                                                             | 7,1%                                                                             | 7,8%                                                                             |
| Pollster                        | 9–10/05     | -                                                                                | 1,51%                                                                            | 41,17%                                                                           | 28,14%                                                                           | 5,22%                                                                            | 4,99%                                                                            | 4,97%                                                                            | 14,00%                                                                           |
| Kantar                          | 5–10/06     | 11%                                                                              | -                                                                                | 38%                                                                              | 27%                                                                              | 4%                                                                               | 6%                                                                               | 6%                                                                               | 8%                                                                               |
| Social Changes                  | 5–9/06      | -                                                                                | 1%                                                                               | 40%                                                                              | 29%                                                                              | 4%                                                                               | 4%                                                                               | 7%                                                                               | 15                                                                               |
| IBRiS                           | 5–6/06      | 5,2%                                                                             | 0,1%                                                                             | 42,7%                                                                            | 26,6%                                                                            | 3,4%                                                                             | 7,4%                                                                             | 6,9%                                                                             | 7,7%                                                                             |
| Estymator                       | 3–4/06      | -                                                                                | 0,4%                                                                             | 43,1%                                                                            | 25,3%                                                                            | 2,6%                                                                             | 6,8%                                                                             | 7,4%                                                                             | 14,4%                                                                            |
|                                 | 3 de junho  | Votação do primeiro turno anunciada para 28 de junho. Início oficial da campanha | Votação do primeiro turno anunciada para 28 de junho. Início oficial da campanha | Votação do primeiro turno anunciada para 28 de junho. Início oficial da campanha | Votação do primeiro turno anunciada para 28 de junho. Início oficial da campanha | Votação do primeiro turno anunciada para 28 de junho. Início oficial da campanha | Votação do primeiro turno anunciada para 28 de junho. Início oficial da campanha | Votação do primeiro turno anunciada para 28 de junho. Início oficial da campanha | Votação do primeiro turno anunciada para 28 de junho. Início oficial da campanha |
| CBOS                            | 22/5–4/06   | 13,4%                                                                            | 0,8%                                                                             | 48,6%                                                                            | 16,2%                                                                            | 1,8%                                                                             | 4,3%                                                                             | 4,2%                                                                             | 10,7%                                                                            |
| Pollster                        | 2–3/06      | -                                                                                | 1%                                                                               | 40%                                                                              | 28%                                                                              | 4%                                                                               | 6%                                                                               | 7%                                                                               | 14%                                                                              |
| Social Changes                  | 29/05-02/06 | -                                                                                | 1%                                                                               | 41%                                                                              | 29%                                                                              | 5%                                                                               | 5%                                                                               | 6%                                                                               | 13%                                                                              |

### Segundo turno

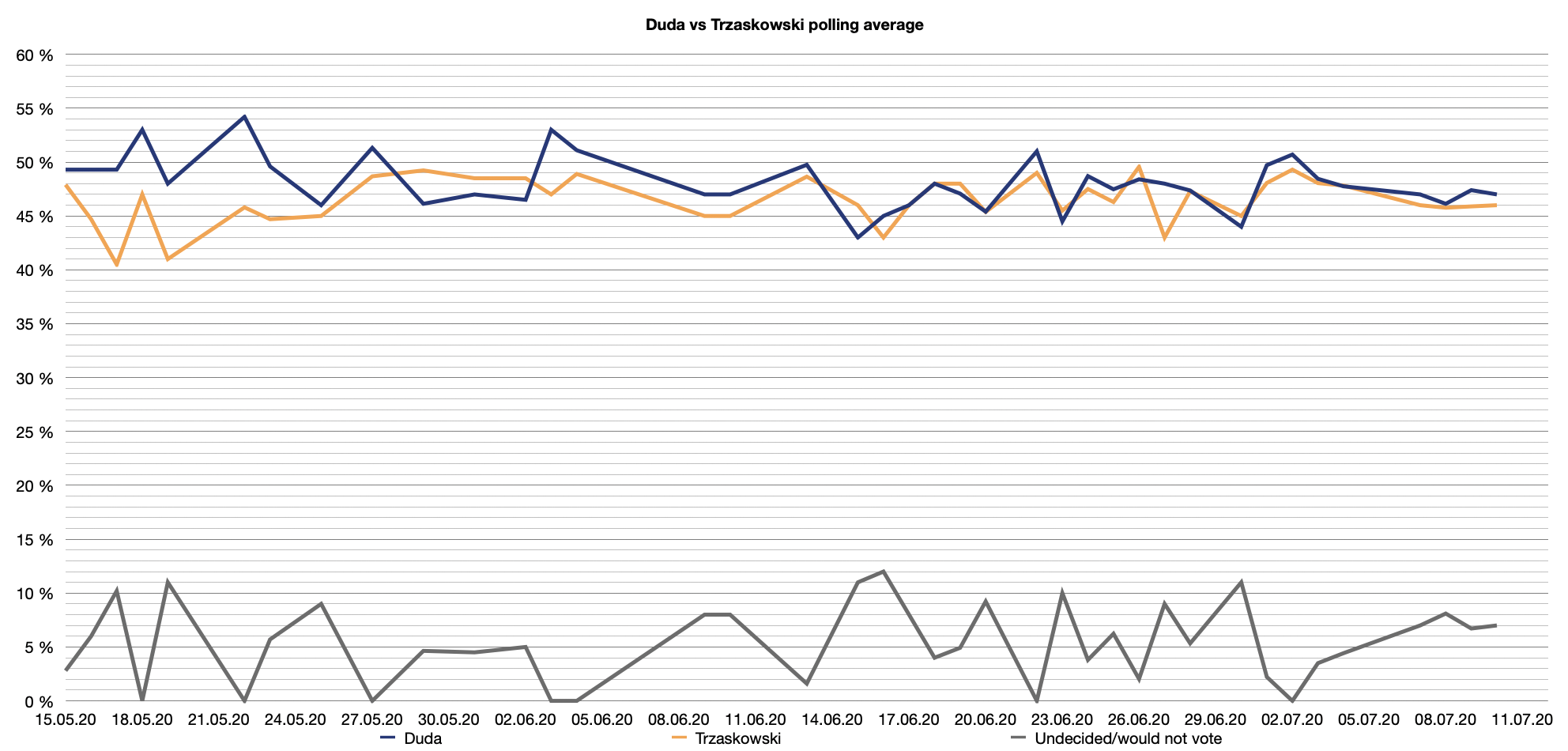
Gráfico das intenções de votos para o primeiro turno

| Fonte                           | Data        |               |                | Não sabe Se abstém |               |               |               |               |               |
| Fonte                           | Data        | Duda PiS      | Trzaskowski PO | Não sabe Se abstém |               |               |               |               |               |
| Boca de urna: IPSOS LATE POLL   | 12–13/07    | 51,0%         | 49,0%          | –                  |               |               |               |               |               |
| Boca de urna: IPSOS LATE POLL   | 12/07       | 50,8%         | 49,2%          | –                  |               |               |               |               |               |
| Boca de urna: IPSOS 21:00 UTC+2 | 12/07       | 50,4%         | 49,6%          | –                  |               |               |               |               |               |
|                                 | 12 de julho | Segundo turno | Segundo turno  | Segundo turno      | Segundo turno | Segundo turno | Segundo turno | Segundo turno | Segundo turno |
| Social Changes                  | 8-10/07     | 47%           | 46%            | 7%                 |               |               |               |               |               |
| IBRiS                           | 9/07        | 45,7%         | 47,4%          | 6,9%               |               |               |               |               |               |
| CBOS                            | 30/6-9/07   | 44,4%         | 44,6%          | 11,0%              |               |               |               |               |               |
| Kantar                          | 8–9/07      | 45.9%         | 46,4%          | 7,7%               |               |               |               |               |               |
| Pollster                        | 8–9/07      | 50,72%        | 49,28%         | -                  |               |               |               |               |               |
| Indicator                       | 8–9/07      | 45,9%         | 44,7%          | 9,4%               |               |               |               |               |               |
| CBOS                            | 29/06-9/07  | 50,0%         | 38,0%          | 12%                |               |               |               |               |               |
| IBRiS                           | 8/07        | 44,4%         | 45,3%          | 10,3%              |               |               |               |               |               |
| PGB Opinium                     | 7–9/07      | 49,16%        | 50,84%         | -                  |               |               |               |               |               |
| IPSOS                           | 7–8/07      | 50%           | 47%            | 3%                 |               |               |               |               |               |
| Kantar                          | 3–8/07      | 44%           | 45%            | 11%                |               |               |               |               |               |
| Social Changes                  | 3–7/07      | 47%           | 46%            | 7%                 |               |               |               |               |               |
| IBRiS                           | 4/07        | 48,7%         | 47,8%          | 3,5%               |               |               |               |               |               |
| United Surveys                  | 4/07        | 46,8%         | 45,9%          | 7,4%               |               |               |               |               |               |
| IBRiS                           | 4/07        | 45,9%         | 47,2%          | 6,9%               |               |               |               |               |               |
| PGB Opinium                     | 2-4/07      | 49,62%        | 50,38%         | -                  |               |               |               |               |               |
| Estymator                       | 2-3/07      | 50,9%         | 49,1%          | -                  |               |               |               |               |               |
| Kantar                          | 2–3/07      | 46%           | 47%            | 7%                 |               |               |               |               |               |
| IBRiS                           | 1/07        | 49,0%         | 46,4%          | 4,6%               |               |               |               |               |               |
| Indicator                       | 30/06-2/07  | 50,7%         | 49,3%          | -                  |               |               |               |               |               |
| IPSOS                           | 30/06-1/07  | 48%           | 49%            | 3%                 |               |               |               |               |               |
| Pollster                        | 30/06-1/07  | 51,14%        | 48,86%         | -                  |               |               |               |               |               |
| Kantar                          | 30/06       | 44%           | 45%            | 11%                |               |               |               |               |               |
| IBRiS                           | 28/06       | 45,8%         | 48,1%          | 6,1%               |               |               |               |               |               |
| Indicator                       | 28/06       | 50,9%         | 49,1%          | -                  |               |               |               |               |               |
| Kantar                          | 28/06       | 45,4%         | 44,7%          | 9,9%               |               |               |               |               |               |

## Resultados

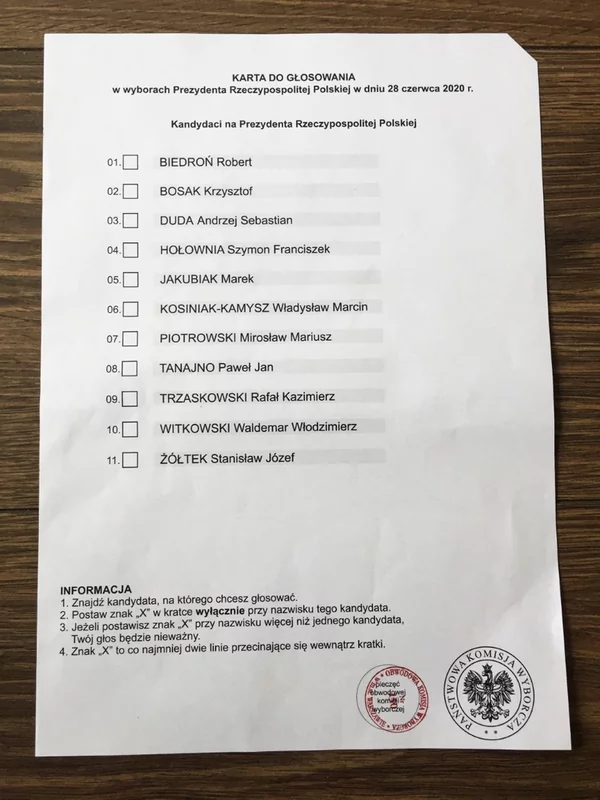
Cartão de votação do primeiro turno

Com quase a totalidade dos votos apurados, a Comissão Eleitoral confirmou a realização de um segundo turno com Duda e Trzaskowski. Enquanto o presidente obteve 43,5%, Trzaskowski alcançou 30,3%. Durante o segundo turno, as pesquisas de opinião indicaram proximidade entre ambos os candidatos. As pesquisas boca de urna deram uma pequena vantagem para Duda, sem contudo ser possível determinar o desfecho da eleição. Duda declarou vitória, mas Trzaskowski afirmou que estava confiante de sua vitória quando os resultados fossem divulgados. No dia seguinte, em 13 de julho, a Comissão Eleitoral confirmou a reeleição de Duda, com 51% dos votos; Trzaskowski reconheceu a derrota logo depois.
Em 17 de julho, o Partido Plataforma Cívica, de Trzaskowski, contestou a validade da eleição junto à Suprema Corte, afirmando que houve irregularidades e uma cobertura desigual pela televisão estatal. Observadores da Organização para a Segurança e Cooperação na Europa afirmaram que a disputa foi "manchada" pela cobertura tendenciosa da televisão pública. No entanto, a alta corte julgou que o processo eleitoral era íntegro, afirmando que, apesar das dúvidas sobre a imparcialidade da cobertura da televisão estatal, esta não era a única fonte de mídia disponível para os eleitores, e que eles eram livres para escolher a qual mídia assistir.
| Candidato                 | Partido político           | Primeiro turno | Primeiro turno | Segundo turno | Segundo turno |
| Candidato                 | Partido político           | Votos          | %              | Votos         | %             |
| ------------------------- | -------------------------- | -------------- | -------------- | ------------- | ------------- |
| Andrzej Duda              | Independente               | 8 450 513      | 43.50          | 10 440 648    | 51.03         |
| Rafał Trzaskowski         | Plataforma Cívica          | 5 917 340      | 30.46          | 10 018 263    | 48.97         |
| Szymon Hołownia           | Independente               | 2 693 397      | 13.87          |               |               |
| Krzysztof Bosak           | Movimento Nacional         | 1 317 380      | 6.78           |               |               |
| Władysław Kosiniak-Kamysz | Partido Popular da Polónia | 459 365        | 2.36           |               |               |
| Robert Biedroń            | Primavera                  | 432 129        | 2.22           |               |               |
| Stanisław Józef Żółtekk   | Congresso da Nova Direita  | 45 419         | 0.23           |               |               |
| Marek Jakubiak            | Federação pela República   | 33 652         | 0.17           |               |               |
| Paweł Tanajno             | Independente               | 27 909         | 0.15           |               |               |
| Waldemar Witkowski        | União Trabalhista          | 27 290         | 0.15           |               |               |
| Mirosław Piotrowski       | Movimento Europa Real      | 21 065         | 0.11           |               |               |
| Total de votos válidos    | Total de votos válidos     | 19 425 459     | 100            | 20 458 911    | 100           |
| Participação eleitoral    | Participação eleitoral     | 30 204 792     | 64.51          | 30 268 460    | 68.18         |